# Ircinia vestibulata
Ircinia vestibulata är en svampdjursart som beskrevs av Szymanski 1904. Ircinia vestibulata ingår i släktet Ircinia och familjen Irciniidae. Inga underarter finns listade i Catalogue of Life.